# Die Heimat
Die Heimat, voorheen Nationaldemokratische Partei Deutschlands (NPD, Nationaaldemocratische Partij van Duitsland) is een Duitse politieke partij die in het begin van de jaren ‘60 werd opgericht als opvolger van de Deutsche Reichspartei (DRP). Sinds november 2014 is Frank Franz de partijleider. In 2023 werd de partij omgedoopt tot Die Heimat, alleen de Hamburgse afdeling blijft de naam NPD gebruiken.

## Profiel

Voormalig logo als NPD

De partij profileert zich als rechtsnationalistisch, maar wordt door het Duitse Bundesamt für Verfassungsschutz als extreemrechts beschouwd..
In 2003 probeerden de Bondsregering, de Duitse regering, bondsdag en de bondsraad gezamenlijk om de partij te laten verbieden, omdat zij die als een racistische en anticonstitutionele partij beschouwden. Om dit aan te tonen werd een aantal uitspraken en geschriften van NPD-leiders gebruikt. Tijdens het proces voor het Duitse grondwettelijk hof bleek dat de NPD sterk, en tot op het hoogste niveau, geïnfiltreerd was door de veiligheidsdiensten, zowel nationale als van de deelstaten, die vaak van elkaar niet wisten wie 'V-man' (Verdeckte Ermittler) was en wie niet. Daar de nationale en deelstaatregeringen weigerden de namen van de infiltranten kenbaar te maken, werd het onmogelijk vast te stellen of de gewraakte uitspraken nu van 'echte' NPD-ers kwamen, of van geheime agenten. Hierop besloot het Duitse grondwettelijke hof in maart 2003 het proces niet voort te zetten.

## Partijprogramma

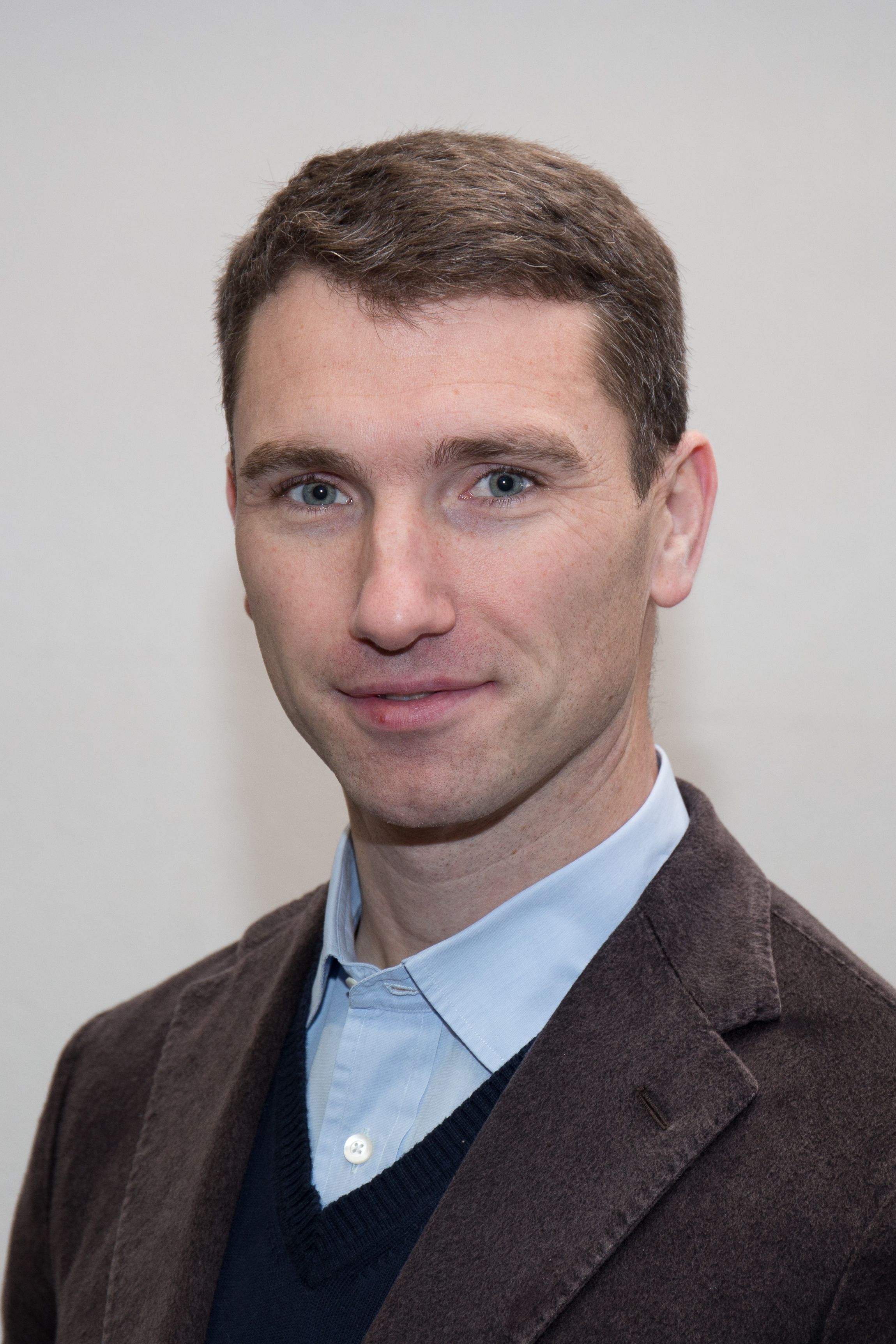
Partijleider Frank Franz

Het nu geldende partijprogramma is in 1996 door het partijcongres vastgesteld. Het inleidende hoofdstuk, 'grondgedachtes', geeft een indruk van het gedachtegoed van de partij:

(…) De vereniging van de twee Duitslanden, (...) , de migratiestromen naar en binnen Europa, (...) , de groeiende twijfels bij het heersende materialisme, hebben nieuwe vragen opgeworpen. (…) De heersende politieke en maatschappelijke kringen zien vooral de ‘multiculturele samenleving’ als oplossing, waarbij vervanging van het ene volk door het andere de machtskringen aan de macht moet houden. De NPD daarentegen wil de machtskringen vervangen, om het Duitse volk een toekomst te geven binnen de Europese volkerenfamilie.
Wij zijn tegen de verstofte ideologieën van voorbije eeuwen, tegen Verlichtingsutopieën, en tegen de multi-etnische excessen waaraan het Duitse volk op dit moment is blootgesteld.
We zijn tegen overheersing door buitenlanders, tegen te grote invloed van het buitenland, tegen uitbuiting en onderdrukking, vóór Duitse vrijheid en voor vrijheid van de volkeren.

Op concreter niveau formuleert de NPD bijvoorbeeld deze programmapunten:
- (H.2) “kinderbijslag als volkspolitieke maatregel mag slechts aan Duitse families worden betaald”;
- (H.5) “Arbeidsplaatsen moeten eerst aan Duitsers worden gegund”.

## Verkiezingsresultaten

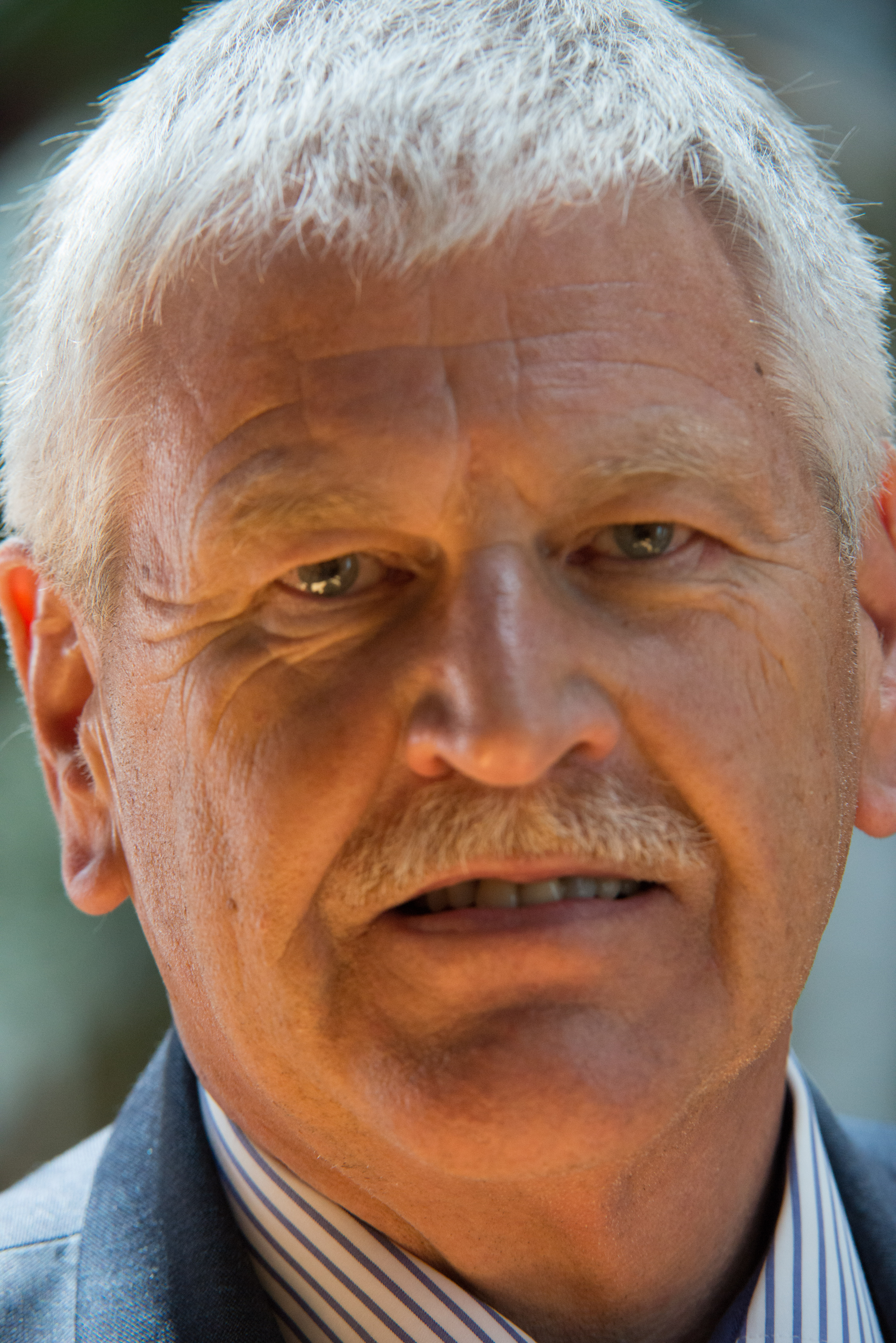
Udo Voigt, de voormalige leider van de NPD

Tweede helft van de jaren ’60 was de NPD onder partijleider Adolf von Thadden in zeven Landesparlementen van het toenmalige West-Duitsland vertegenwoordigd, daarna zakte de partij tientallen jaren weg naar zeer lage scores bij verkiezingen. Vanaf 1998 stijgen de scores vooral in de voormalige DDR weer, in 2004 haalt ze met 9,2% de kiesdrempel in Saksen en in 2009 opnieuw met 5,6%, en in 2006 haalde ze ook in Mecklenburg-Voor-Pommeren de kiesdrempel met 7,3%. In mei 2014 wist de partij voor het eerst een zetel te behalen in het Europees Parlement en volgens de Duitse wet had de NPD daarom ook recht op kantoorruimte in de Duitse Bondsdag in Berlijn. Bij Bondsdagverkiezingen heeft de NPD nog nooit de kiesdrempel van 5% gehaald.